# Hackfrucht
Als Hackfrüchte bezeichnet man Kulturpflanzen, deren Wachstum traditionell durch mehrmaliges Behacken des Bodens gefördert wurde. Da es sich um bodennah oder langsam wachsende Feldfrüchte handelt, werden sie leicht von Beikräutern überwuchert, wenn diese nicht entfernt werden.
Als Nebeneffekt ergibt sich durch das Hacken eine Auflockerung und Belüftung des Bodens. Hackfrüchte benötigen mehr Pflege, können aber auch beträchtlich größere Erträge liefern, als das hochwachsende Getreide.

## Begriffliche Einordnung
Zu den Hackfrüchten zählen:
- Kartoffeln
- Zuckerrüben
- Futterrüben
- Feldgemüse
- Mais

Zu den landwirtschaftlichen Hackfrüchten werden auch die Feldfrüchte gezählt, bei deren Aussaat die Abstände zu den benachbarten Pflanzen nicht eingehalten werden konnten und die nachträglich, per Hacke vereinzelt werden mussten, wie etwa beim Mais, bevor es maschinelle Maisleger gab oder die Zuckerrübe vor der Einführung der Dippelmaschine.
In der konventionellen Landwirtschaft wird weitgehend auf das Hacken verzichtet, da Wildkräuter mit Herbiziden (chemische Mitteln) bekämpft werden.
Um den Pestizideinsatz zu verringern sowie im ökologischen Anbau werden inzwischen vermehrt Hackmaschinen eingesetzt, die der Reihenkultur teilweise kameragesteuert folgen.
In der Permakultur werden Beikräuter durch die Bedeckung des Bodens mit Mulch am Wachstum gehindert.

## Entwicklung des Anbaus von Hackfrüchten
Hackfruchtkulturen verbreiteten sich in Europa im 18. und 19. Jahrhundert, vor allem mit der zunehmenden Nutzung von Feldfrüchten aus Amerika wie Kartoffel, Mais oder Tabak. Die Verbreitung der Hackfrüchte löste Umbrüche in der europäischen Landwirtschaft und Kulturlandschaft aus. Der Anbau von Hackfrüchten, vor allem der Kartoffel, fand in der Dreifelderwirtschaft an Stelle der Brache statt. Er ging mit einer Intensivierung der Landwirtschaft einher: einem verstärkten Einsatz von Maschinen und Arbeitskraft zur Bodenbearbeitung und von Düngemitteln.

## Pflanzengesellschaften
Nährstoffreiche Äcker, die auch noch im Frühsommer gehackt werden, boten gute Bedingungen für nährstoffliebende Wärmekeimer, die auf den Getreidefeldern unterlegen waren. Auf den Feldern entwickelten sich neue Ackerunkrautgesellschaften, die als Hackfrucht-Unkrautgesellschaft (Polygono-Chenopodietalia, Ackermelde-Flur) bezeichnet werden. Während im Wechsel mit Hackfrüchten und Getreide der Boden das Potential sowohl für Hack- als auch Halmfrucht-Wildkrautgesellschaften (Chenopodietalia und Secalietea) beherbergt, sind auf langjährig gehackten Flächen, wie etwa in Weinbergen, nurmehr die des Hackbaus zuhause (siehe auch Hackflora).